# Eparchia iżewska
Eparchia iżewska – jedna z eparchii Rosyjskiego Kościoła Prawosławnego, z siedzibą w Iżewsku. Jej ordynariuszem jest metropolita iżewski i udmurcki Wiktoryn, zaś funkcje katedry pełni sobór św. Aleksandra Newskiego w Iżewsku.

## Historia
Eparchia obejmująca terytorium całej Udmurcji została erygowana w 1926. W jej skład weszły tereny dawnych wikariatów iżewskiego i wotkińskiego eparchii sarapulskiej oraz wikariatu głazowskiego eparchii wiackiej. Jej pierwszym ordynariuszem został biskup Wiktor (Ostrowidow), który krótko po uzyskaniu nominacji na katedrę poróżnił się z locum tenens Patriarchatu Moskiewskiego, metropolitą Sergiuszem, i został suspendowany. Mimo to faktycznie nadal zarządzał parafiami na terytorium eparchii, chociaż na jego miejsce został wyznaczony nowy biskup Onezym; wierni popierali w sporze biskupa Wiktora. W 1927 został on jednak aresztowany przez władze radzieckie i nie mógł kontynuować działalności duszpasterskiej. W 1930 z metropolitą Sergiuszem poróżnił się również kolejny biskup iżewski Synezjusz; w ślad za nim posłuszeństwo najwyższym władzom cerkiewnym wypowiedziało ok. 15 parafii oraz 80 placówek duszpasterskich w sąsiedniej eparchii.
Przed rewolucją październikową na terenie eparchii iżewskiej funkcjonowały dwa monastery i ok. 250 świątyń, w 1922 było ich ok. 150. Do 1940 w Udmurcji zamknięto ponad 200 świątyń, z czego 70 zostało całkowicie zniszczonych, a inne zaadaptowane na cele świeckie. W Iżewsku do 1936 zlikwidowano wszystkie świątynie. Do końca dekady funkcjonowanie eparchii faktycznie zamarło; w 1941 na jej terenie istniało tylko osiem wiejskich parafii. W czasie II wojny światowej duchowieństwo eparchii wspierało wysiłek wojenny ZSRR. Po wojnie stopniowo odbudowywane były struktury eparchii, otwierane nowe parafie. Do 1955 w eparchii iżewskiej czynnych było 29 cerkwi obsługiwanych przez 43 kapłanów, jednak po wszczęciu nowych prześladowań Cerkwi w okresie rządów Nikity Chruszczowa liczba świątyń spadła do 22. W 1961 eparchia została zlikwidowana, do jej restytucji doszło w 1988. W 1993 działały w niej 74 parafie.
W 2013 zostały w niej wydzielone eparchie głazowska i sarapulska; z wszystkich trzech utworzona została metropolia udmurcka.
Eparchia dzieli się na trzy dekanaty: iżewski, wotkiński i uwiński. Działa w niej jeden żeński klasztor – monaster Zaśnięcia Matki Bożej w Pieriewoznym.

## Biskupi iżewscy[2]
- Wiktor (Ostrowidow), 1926
- Onezym (Pyłajew), 1927–1928
- Synezjusz (Zarubin), 1928–1930
- Mikołaj (Ipatow), 1930–1931
- Symeon (Michajłow), 1931–1932
- Tichon (Rusinow), 1932–1933
- Mikołaj (Ipatow), 1933
- Mikołaj (Pokrowski), 1933
- Cyprian (Komarowski), 1933–1934
- Sofroniusz (Ariefjew), 1934–1936
- Paweł (Czistiakow), 1936–1937
- Mikołaj (Ipatow), 1937–1938
- Jan (Bratolubow), 1943–1945
- Mikołaj (Czufarowski), 1946–1947
- Hieronim (Zacharow), 1948–1952
- Juwenaliusz (Kilin), 1952–1958
- Michał (Czub), 1959–1961
- Palladiusz (Szyman), 1988–1993
- Mikołaj (Szkrumko), 1993–2015
- Wiktoryn (Kostienkow), od 2015